# 川﨑帆々花
川﨑 帆々花（かわさき ほのか、2004年9月4日 - ）は、日本の女優。滋賀県出身。TRUSTAR所属

## 人物
血液型はO型。
趣味は映画鑑賞、読書、ランニングである。
子供のころは、『プリキュア』を観ており、その前の時間帯に放送されていた『仮面ライダーフォーゼ』などの仮面ライダーシリーズも観ていたという。

## 略歴
2023年3月24日には、所属事務所である『TRUSTAR』初のアイドルユニット・アラカシ。としてデビュー。同日、 近未来会館にてお披露目ライブを実施した。
同年6月23日の卒業公演をもって、グループを卒業した。
2024年9月1日から放送中の特撮テレビドラマ『仮面ライダーガヴ』に、ストマック家の次女・シータ・ストマック役でレギュラー出演している。

## 出演

### テレビドラマ
- ひみつ×戦士 ファントミラージュ! 第52・61話（2020年4月5日・6月7日、テレビ東京） - 好出愛 役
- 青のSP―学校内警察・嶋田隆平―（2021年、カンテレ） - 天野沙耶 役
- アイカツプラネット! 第4話（2021年1月31日、テレビ東京） - 女子高生 役
- 連続ドラマW / インフルエンス（2021年、WOWOW） - 女子高生 役
- 暴太郎戦隊ドンブラザーズ 第1・10話（2022年3月6日・5月8日、テレビ朝日） - 女生徒 役
- 仮面ライダーガヴ（2024年9月8日 - 、テレビ朝日） - シータ・ストマック 役[5]

### テレビ番組
- 痛快TV スカッとジャパン 第210回（2020年、フジテレビ） - 大坪遥 役
- 奇跡体験!アンビリバボー（2021年、フジテレビ） - 廣津留すみれ 役
- バリューの真実「気になる他人の目線」（2022年7月26日、NHK Eテレ） - 女子高生 役

### 映画
- 弱虫ペダル（2020年、松竹）
- ソワレ（2020年、東京テアトル）
- 神は見返りを求める（2022年、パルコ） - レノン 役
- 君は放課後インソムニア（2023年、ポニーキャニオン） - 野々三奈 役[6][7]
- 仮面ライダーガヴ お菓子の家の侵略者（2025年、東映） - シータ・ストマック 役[8]

### 配信ドラマ
- 進路相談室の恋人（2020年、YouTube） - 涌井ヒナコ 役
- ブラックシンデレラ（2021年、ABEMA SPECIAL） - クラスメイト 役
- 長崎県がん検診受診啓発ショートドラマ「パパがいない日×ママがいない日」 - 娘 役

### CM
- 相模鉄道（2019年）
- サントリー デカビタCゼリー（2019年）
- 日本コカ・コーラ（2020年）
- NTTドコモ VRゴーグル（2020年）
- 一建設（2020年）
- 花王 ビオレガード（2020年）
- シオノギ製薬（2020年）
- 銀座ヨシノヤの学生靴 「すすめ! 私の物語。」篇（2022年）
- アサヒ飲料 カルピスウォーター「甘ずっぱい日常」篇（2022年）
- マイナビ「私の道へ」ブランディングムービー（2022年）
- カルビー ピザポテト（2022年）
- ケンタッキー・フライドチキン カーネルズクリスマス篇（2022年）

### MV
- Halo at 四畳半「蘇生」（2020年）
- まるりとりゅうが「リナリア」（2021年）
- リアクション ザ ブッタ「Seesaw」（2021年）
- CRAZY VODKA TONIC「恋に似てた」（2021年）
- ROTTENGRAFFTY「秋桜」（2022年）
- SAKANAMON「裏鬼門の羊」（2022年） - 桃太郎 役
- そらる「青い蕾」（2023年）

### WEB
- B.L.T. web連載企画「朝恋」5days （2020年）
- チーズはどこへ消えた? ブランドムービー（2021年） - 山田レナ 役
- 週刊ヤングマガジン 「Ice-アイス-」（2021年）[9]
- ソニー 「aibo/コンセプトビデオ」（2021年） - 友人 役
- 週刊アスキー No.1391（2022年）[10]

### モデル
- 駿台中学部（2019年） - イメージモデル
- 美少女図鑑（2022年） - 百選モデル
- 羽田国際中学校・羽田国際高等学校（2023年） - モデル

### オリジナルビデオ
- SWEET NIGHTMARE GAME ～おかしなゲーム大会～（2025年4月9日、東映ビデオ） - シータ・ストマック 役[11]

### 玩具
- 仮面ライダーガヴ DXミミックデバイザー（2025年5月22日）

## ディスコグラフィ

### キャラクターソング
| 発売日        | 商品名                                       | 歌                                                     | 楽曲                   | 備考                                       |
| ------------- | -------------------------------------------- | ------------------------------------------------------ | ---------------------- | ------------------------------------------ |
| 2025年4月29日 | 仮面ライダーガヴ キャラクターソングアルバム2 | シータ&ジープ&リゼル（川﨑帆々花・古賀瑠・鎌田英怜奈） | 「ロストシンメトリー」 | 特撮テレビドラマ『仮面ライダーガヴ』関連曲 |